# Frontaline
La frontaline est un composé bicyclique de formule brute C8H14O2 et comportant un cycle oxépane. La molécule contient une fonction cétal et deux atomes de carbone asymétriques ; du fait des contraintes dues à sa structure pontée, il n'existe que deux énantiomères : (+)-(1R,5S)- ou (R)-(+)-frontaline et (-)-(1S,5R)- ou (S)-(-)-frontaline.

## Phéromone
La frontaline est une phéromone de certains coléoptères appartenant à la famille des Scolytidae ; elle est nommée d'après l'insecte à partir duquel elle a été isolée, Dendroctonus frontalis,.
Elle est aussi produite par les éléphants en période de musth. Cette période se caractérise par des comportements agressifs. Elle est accompagnée par une augmentation sensible des hormones de reproduction – les niveaux de testostérone chez un éléphant en musth peuvent être jusqu'à soixante fois plus élevés que chez le même éléphant à d'autres moments.
La frontaline est produite au niveau de glandes temporales de l'animal. Sa sécrétion débute un petit peu après la puberté à l'âge de quinze ans, mais elle n'est libérée qu'au cours du musth qui démarre à l'âge de vingt-cinq ans, et se poursuit tout au long de la vie de l'animal en durant de plus en plus longtemps, de quelques jours chez de jeunes adultes à près de quatre mois chez des mâles de quarante ans. La production de frontaline est également plus abondante avec l'âge. Cette molécule attire les femelles en œstrus.

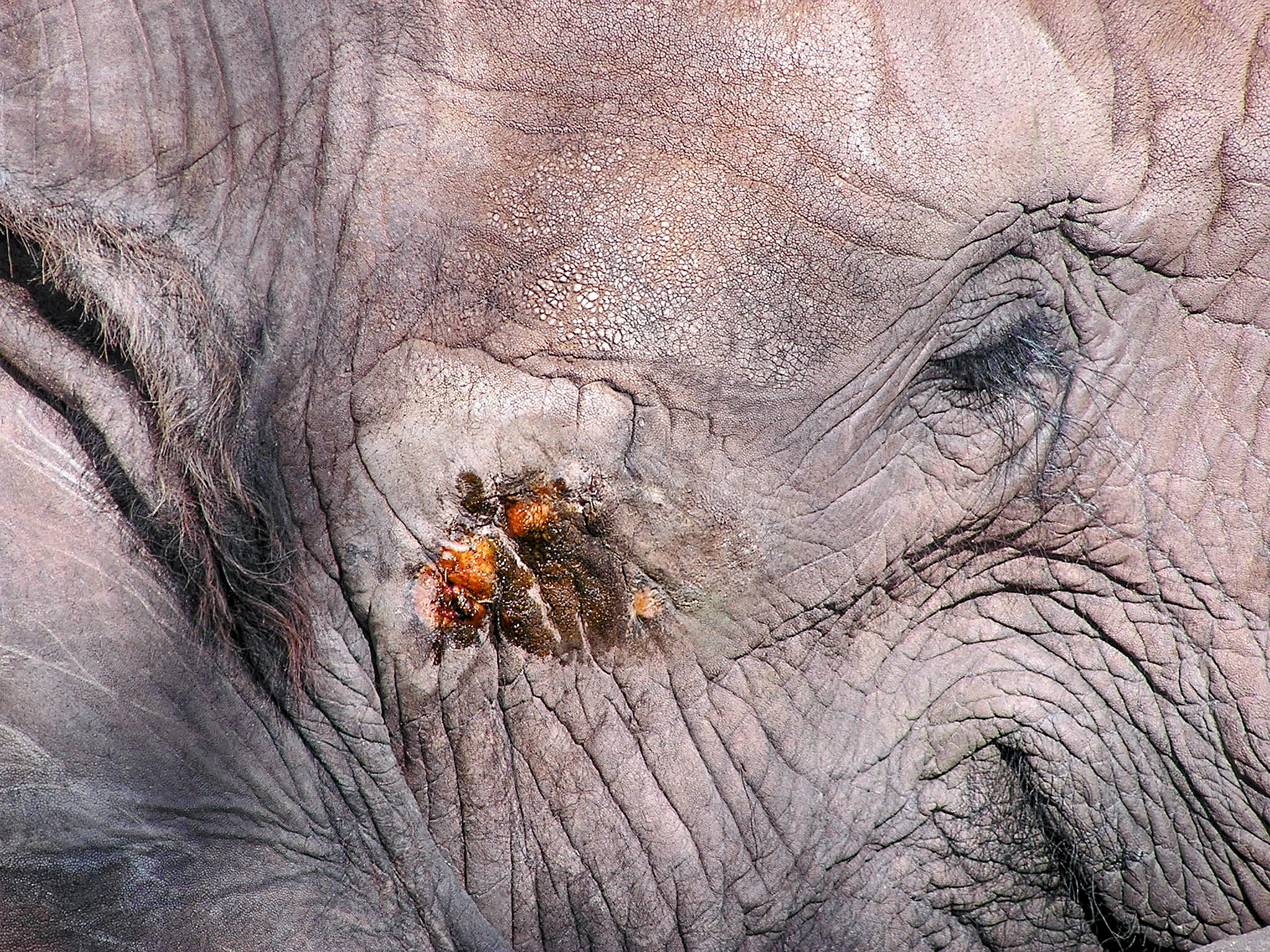
Sécrétion temporale durant le musth.

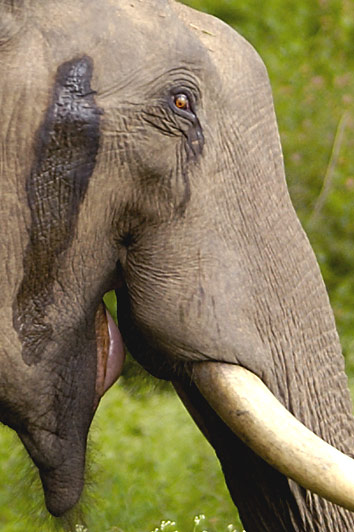
Éléphant durant le musth.